# Ріхард фон Розен
Барон Ріхард Вілфред Гаррі Еріх фон Розен (нім. Richard Wilfred Harry Erich Freiherr von Rosen; 28 червня 1922 — 26 жовтня 2015) — німецький офіцер, оберлейтенант вермахту, генерал-майор бундесверу. Кавалер Німецького хреста в золоті.

## Біографія
Представник балтійського протестантського знатного роду. В 1940-45 роках служив у 35-му танковому полку: спочатку в 2-й роті 503-го важкого танкового дивізіону, потім очолив 3-тю роту 503-го важкого танкового дивізіону (згодом перейменований на важкий танковий дивізіон «Фельдгеррнгалле»). Учасник Французької кампанії і Німецько-радянської війни, зазнав численних поранень, серед них кілька важких.
У 1955 році вступив у бундесвер. З 1964 року — офіцер Генштабу Головнокомандувача сухопутних військ НАТО в Фонтенбло. З 1966 року — командир 294-го танкового батальйону. З 1970 року — консультант Федерального міністерства оборони. З 1972 року — командир 21-ї танкової бригади. З 1976 року — військовий аташе в Парижі. З 1980 року — представник Німеччини при Головнокомандувачі французьких військ у Німеччині. В 1982 році вийшов у відставку.

## Сім'я
Після війни одружився з Анною-Луїзою фон Гофакер, дочкою оберстлейтенанта резерву люфтваффе Цезаря фон Гофакера. В пари народились син і 3 дочки.

## Нагороди
- Залізний хрест 2-го і 1-го класу
- Нагрудний знак «За танкову атаку» 2-го ступеня «25» (17 лютого 1945)
- Німецький хрест в золоті (28 лютого 1945)
- Орден Почесного легіону, офіцерський хрест (Франція)
- Орден «За заслуги» (Франція), командорський хрест